# باشگاه فوتبال فادوتس
باشگاه فوتبال فادوتس (انگلیسی: FC Vaduz) یک باشگاه فوتبال در کشور لیختن‌اشتاین است که در مسابقات فوتبال کشور سوئیس شرکت میکند.
این باشگاه که در شهر فادوتس قرار دارد در سال ۱۹۳۲ میلادی تأسیس شده است و سابقه ۳ قهرمانی در چلنچ لیگ سوئیس (سطح ۲) و ۶ قهرمانی در جام حذفی فوتبال لیختن‌اشتاین در کارنامه دارد.